# Pallo-Pojat Juniorit
Pallo-Pojat Juniorit is een Finse voetbalclub uit de hoofdstad Helsinki. De club werd in 1935 opgericht en heeft blauw als traditionele kleur. Naar Fins gebruik wordt de club aangeduid met de afkorting PPJ.

## Geschiedenis
De club werd in 1935 opgericht en speelde in 1939 voor het eerst in de tweede klasse. In 1945 speelde het opnieuw een seizoen op dit niveau, daarna duurde het tot 1954 voor de club daar weer speelde. 
Na enkele middelmatige seizoenen werd PPJ kampioen in 1958 en promoveerde zo voor het eerst naar de Mestaruussarja (huidige Veikkausliiga). Twee jaar eerder won de club de Finse voetbalbeker. Samen met HJK Helsinki eindigde PPJ op een voorlaatste plaats en kon een degradatie vermijden, omdat de eerste klasse werd uitgebreid. Na drie seizoenen degradeerde het in 1961. 
In 1965 degradeerde PPJ ook uit de Suomensarja (huidige Ykkönen). Het slaagde er niet meer in om terug te keren, het bleef actief in het amateurvoetbal. 

## Erelijst
Beker van Finland
Winnaar: 1956
Finalist: 1961